# Shavit

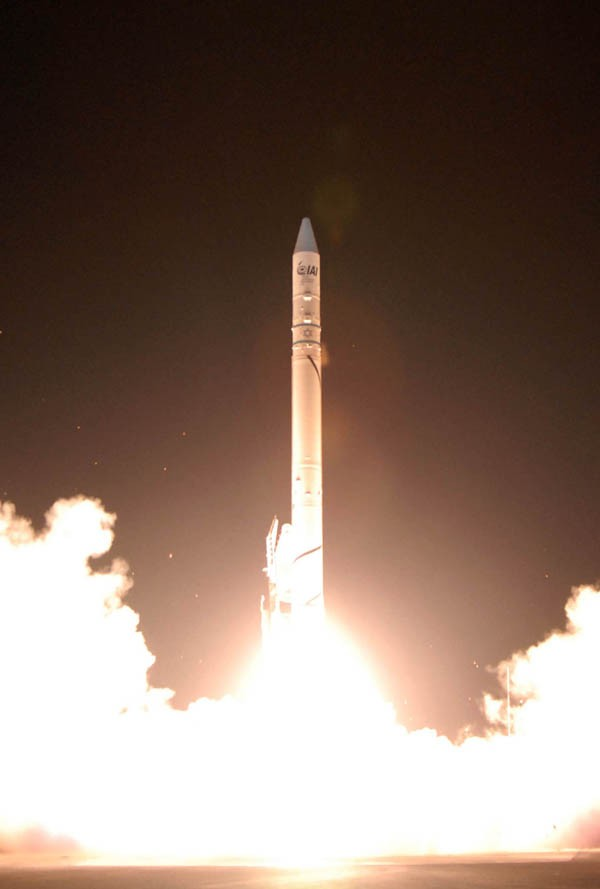
O lançamento de um Shavit

Shavit (em hebraico  שביט, "Cometa") é uma família de  lançadores orbitais israelenses alimentados por combustíveis sólidos, desenvolvidos a partir dos mísseis balísticos de médio alcance Jericho II, o qual é praticamente idêntico ao foguete espacial sul-africano RSA-3
O Foguetão foi desenhado para o segmento de pequenas cargas (tipicamente satélites artificiais de pequenas dimensões) colocadas em órbitas polares baixas (700 km) e é constituído por três módulos de combustível sólido. São os únicos lançadores de satélites no mundo capazes de serem lançados em sentido retrógrado a Rotação da Terra, desde que lançamentos em Israel só podem ser em sentido oeste, em direção do Mar Mediterrâneo, para evitar que a nave sobrevôe países árabes vizinhos a baixa altitude. Os lançamentos são feitos a partir da base de Palmachim na costa israelense.

## Características
- Altura - 18 metros.
- Diâmetro - 1,35 metros.
- Peso na Descolagem - 30 toneladas.
- Carga máxima - 225 kg.